# Beverley East
Beverley East (sinh ngày 31 tháng 5 năm 1953) là một chuyên gia hàng đầu trong lĩnh vực phân tích chữ viết tay, một giám định viên pháp y đủ điều kiện của tòa án và là tác giả. Bà làm việc tại thành phố Washington, DC và ở Jamaica.

## Giáo dục
Mặc dù được sinh ra ở Kingston, Jamaica, East đã theo học trường Cao đẳng Westminster Kingsway ở London, tốt nghiệp bậc A về Ngôn ngữ Anh, Văn học và Đức và bậc O về Lịch sử Kinh tế và Xã hội Anh, Đức, Ý, Văn học Anh và Ngôn ngữ, Xã hội học.
East đã theo học trường Cao đẳng phân phối tại London và lấy bằng CAM Dip (gồm Marketing, PR và Quảng cáo).
Bà đã bắt đầu học ngành Bút tích học tại Hiệp hội Phân tích Quốc tế và được chứng nhận vào năm 1989. Bà đã có bằng Thạc sĩ về Phân tích bút tích từ Hiệp hội Bút tích Quốc tế. Năm 1993, bà trở thành một Người kiểm tra tài liệu nghi vấn được chứng nhận (QDE) cho Cục kiểm tra tài liệu nghi vấn quốc gia ở New York, NY.

## Sách
- Finding Mr. Write: A New Slant on Selecting the Perfect Mate, Villard, 2000.
- Reaper of Souls: A Novel of the Kendal Crash, 2007, Great House OmniMedia Ltd.
- Bat Mitzvah Girl – Memories of a Jamaican Child, 2013

## Giải thưởng
East đã được trao giải thưởng Flori Roberts - Ladies First Trailblazer năm 2002, vì là người phụ nữ đầu tiên có đủ điều kiện và thực hành đồ họa và QDE. 

East đã được trao "Giải thưởng tiên nhân - từ Viện nghiên cứu Caribbean vào tháng 11 năm 2015 tại Washington DC 